# International Belgian Percussion Festival
Het International Belgian Percussion Festival is een muziekfestival dat in de maand juli te Hasselt (Limburg) doorgaat.

## Toelichting
Dit festival gaat voor de eerste keer door in 2009 op de site van het Hasseltse Muziekconservatorium en de historische binnenstad. Er staan workshops, masterclasses, performances en concerten op het programma rond percussie-instrumenten. Er is aandacht voor etnische muziek, kamermuziek, actuele muziek en jazz.